# Neoplan N6216
Neoplan N6216 — 12-метровий тролейбус, що випускається німецькою компанією Viseon Bus Gmbh, одним з підприємств Neoplan з 2001 року, входить до лінійки Electroliner. Його попередником був Neoplan N6014 (Neoplan Elbo 4216), що використовував переважну більшість комплектуючих, застосованих на 6216. Близько сотні Neoplan N6216 поступило у Афіни, де працюють і по цей день; крім цього, такі тролейбуси є у Золінгені. Цей тролейбус, як і багато інших тролейбусів Neoplan часто плутається з дуобусом, хоч цілком ним не є (має лише дизель-генератор, а чому тролейбус з дизель-генератором не є дуобусом описано нижче у описанні моделі). Має також назву Neoplan Elbo 6216, однак на ньому немає компонент грецької компанії, від Elbo — у тролейбуса лише салон. Правильними для даного тролейбуса є обидві назви. Уніфікований по більшості компонент зі своїм довшим братом Neoplan N6221. На базі нової моделі розроблено Neoplan N6321 з новими можливостями (однак він теж не дуобус).
Головні переваги Neoplan N6216:
- Сучасний дизайн інтер'єру та екстер'єру, зручність для водія і пасажирів;
- Кузов виготовлено з високоміцної оцинкованої сталі, укріплено інтегрованою рамою; кузов має ресурс понад 20 років роботи;
- Використання багатьох якісних іноземних компонент (наприклад, мости MAN, двигун Skoda, електрообладнання Bombardier або Kiepe)
- Тролейбус повністю низькопідлоговий, що уможливлює перевезення інвалідів у візках та габаритних предметів, має широкі двері та проходи у салоні, має систему нахилу кузова кнілінг;
- Тролейбус має потужні кондиціонер та водяний конвектор у салоні (оптимальний у будь-якому кліматі);
- у салоні речовий інформатор, годинник, можливість встановлення у салоні телевізора, відео і аудіо-системи

## Описання моделі
Тролейбус моделі Neoplan N6216 є сучасним європейським тролейбусом високого рівня збірки та компонент, має уніфікацію з іншими тролейбусами марки Neoplan по більшості ходових частин, а також зовнішньому вигляду. Назва даного Neoplan’a може бути зі звичайним німецьким індексом, так і з грецькою добавкою «Elbo», грецькою компанією, що укомплектувала салон даного тролейбуса. Тролейбус Neoplan Elbo 6216 призначений працювати у великих містах з великим пасажиропотоком та перевозити великі маси пасажирів (відносно великі, зважаючи на його розміри); 12-метровий Electroliner є тролейбусом досить крупним: довжина його становить 11,95 метри, попри те, що він крупний, він є вертким і мобільним, особливо це йому необхідно на деяких афінських маршрутах на вузьких вулицях. Кузов тролейбуса, як і у автобусів Neoplan Centroliner виготовлений з високоміцної сталі, повністю оброблений антикорозійним покриттям, зовнішня обшивка покривається тонким шаром цинку (оцинковується), і таким чином не дозволяє сталі окислюватися і підвищує ресурс обшивки кузова. Тип кузова одноланковий, вагонного компонування, тримальний (коли основні елементи та агрегати кріплять на кузов, а не на раму), однак у кузов інтегровано раму для зміцнення конструкції, а щодо самої конструкції, то її ресурс складає не менше 20 років (такий строк служби мають небагато тролейбусів, наприклад група Solaris Trollino12 ,15 і 18-метрові тролейбуси зі строком не менше 15—20 і український Київ-12, але з поправкою на те, що кузов зроблено з дюралюмінію, який не іржавіє). Дюралюмінієвий кузов грецьким Neoplan’ам не потрібен, адже брудного снігу посипаного технічною сіллю, що може призвести до корозії сталевих конструкцій у Греції, не переважна більшість тролейбусів даної моделі працюють немає. Тролейбуси у Афінах (це стосується саме цих Neoplan’ів) мають характерне пофарбування з жовтого, білого синього кольорів, і частини кузова тролейбуса пофарбовано неодноманітно, тому недоцільно казати про частини кузова, що зафарбовані певним кольором.
Передок тролейбуса дещо нагадує передки Neoplan Centroliner i Solaris Trollino — вони ж пішли від одного виробника, Neoplan Bus Gmbh, дизайн передка тролейбуса також на високому рівні, передок має обшивку з високоміцної сталі, однак облицьований ззовні скловолокном. Лобове скло вклеєне у віконну раму, чим значно зміцнене, зміцнює його і те, що увесь склопакет зроблено суцільним, також особливістю лобового скла є те, що воно простягнуте від верху металевого корпусу до самого даху, а рейсовказівник розміщений за лобовим склом, таке зустрічається досить нечасто. На тролейбусі застосовано лобове скло-триплекс, інакше кажучи безуламкове або безскалкове лобове скло — це багатошарове скло, з двох боків обклеєне шаром еластичного і прозорого пластику, який здатен утримувати уламки. Якщо це скло пошкоджене, то уламки не вилітають, хоча саме скло усередині б'ється, найголовнішим тут є те, що уламки не кришаться та не розлітаються, а тримаються у масі до повної заміни склопакету, і тролейбус буде їздити хоч із пошкодженим, однак не розбитим на скалки склом. Також безуламкове скло має можливість витримувати сильні удари, наприклад, в лоб, і при тому не розлітатися на частини. Якщо безуламкове скло і вилетить з віконної рами, то залишиться лежати «листом», однак усе одно не розкришиться. Завдяки тому, що дане скло не б'ється, утворені гострі уламки не можуть завдати травм пасажирам та водієві, тому є ще одним елементом підвищеного рівня безпеки на тролейбусі Neoplan Elbo 6216. Лобове скло виконано також панорамним, що надає водієві високий рівень контролю за ситуацією на дорозі; склоочисники тролейбуса горизонтального типу, тришвидкісні.
Світлотехніка тролейбуса на його передку представлена 6 фарами (2 протитуманні), двома показниками поворотів та двома передніми габаритними вогнями. Фари з таким же розміщенням наявні у Центролайнерів, на базі яких новинка і є побудованою. Фари тролейбуса мають округлу форму, хоча вони ззовні маленькі, вони мають досить високу потужність (добре освітлюють дорогу у темну пору доби), також вони оснащені спеціальними лінзами для забезпечення кращої далекоглядності (чого і досягнуто). Під звичайними фарами розміщено протитуманні (бампер не є суцільним, тому вони вмонтовані у кузов), вони також мають високу потужність та лінзове остеклення для забезпечення кращої далекоглядності, також такими лінзами оснащено і вказівники поворотів справа і зліва. Бампер тролейбуса не є звареним з кузовом (як окремий брус) і не виступає за габарити кузова, на бампері відведене спеціальне місце для номерного знаку, а у Греції власних номерів тролейбуси хоч і не мають, та місце використовують: там прикручується табличка з парковим номером тролейбуса. Емблема компанії Neoplan Bus Gmbh розміщена у лівому верхньому куті передка під лобовим склом. Однак емблема Neoplan’a не є єдиною на передку, там зазвичай розміщено деякі емблеми компаній, які виготовляли щось у даному тролейбусі: Neoplan'ом (точніше, Viseon) виготовлено кузов, салон зроблено компанією Elbo (Греція), а електрообладнання виготовлено або Bombardier (Канада) Kiepe-Electric (Vossloh), Німеччина.
Окрім даних позначень, на передку тролейбуса наявні ще можуть бути наявні декілька: перше, це іконка з інвалідом на синьому фоні, що вказує на те, що тролейбус обладнаний усім для перевезення інвалідів у візках (має низький рівень підлоги, система пониження рівня підлоги ECAS, підйомна апарель, спеціальний майданчик та можливе відкидного обладнання інвалідного крісла); інша іконка з людиною з паличкою позначує те, що тролейбус є зручним для пенсіонерів та маломобільних людей; дані іконки можуть клеїтися на лобове скло, або на кузов спереду, або і узагалі не клеїтися. Де їх часто можна зустріти — біля середніх дверей на боковинах (також там може бути присутній знак про перевезення дитячих візків). Над лобовим склом тролейбуса розміщено передній рейсовказівник, вельми цікавий факт, що він розміщений за лобовим склом, яке фактично захищає його від пошкоджень; передній та інші рейсоквазівники тролейбуса являють собою електронні табло (у усіх тролейбусів Neoplan, навіть найстаріших наявні електронні маршрутовказівники) з суцільним дисплеєм блінкерного типу, а колір індикатора зазвичай жовтий або світлозелений; електронні табло мають таку перевагу, як зручність, наочність та читність, а також зручність та оперативність внесення змін у текст на ньому, який редагується на ньому за допомогою спеціального комп'ютера у кабіні водія; дане табло може умістити два рядки, однак дисплей демонструє гнучкість: інформація на ньому може уміщуватися як у один, так і у два рядки. Бокові дзеркала заднього виду тролейбуса сферичного типу, оснащені антибліковим покриттям, безуламковим дзеркалом, а також електропідігрівом, що унеможливлює їхнє обмерзання; нахил бокових дзеркал регулюється, а самі дзеркала звішуються над кабіною у стилі «вухо кролика».
Задня панель тролейбуса також виконана у європейському стилі: задній бампер чітко окреслений, заднє скло є суцільним (мотор та електрообладнання забрано під підлогу), ззаду також наявні емблеми Neoplan I Elbo, що позначують тих фірм, хто доклалися при створенні тролейбуса. Що стосується мотора тролейбуса, то він розміщений під підлогою ззаду за задньою віссю. Надалі будуть спростовані деякі неправильні уявлення про цю модель тролейбуса:
- У Neoplan N6216 наявні мотор-колеса. Ні: у даного тролейбуса немає і не було мотор-коліс, у нього є лише один електродвигун, що розміщений під підлогою за задньою віссю. Асинхронний двигун чеського виробництва Skoda Electric a.s. моделі Škoda 7ML-3550K/4 має потужність 210 кіловат. Задні колеса просто прикриті пластиковими накладками, які можуть бути і не присутніми. Тим більше тролейбус з мотор-колесами не мав би мостів, а даний має мости від MAN.
- Neoplan N6216 — дуобус, оскільки має як електродвигун, так і двигун внутрішнього згоряння.Ні, він не є дуобусом, навіть якщо має два двигуни. Це вельми поширена помилка, коли тролейбуси з акумуляторними батареями або з дизель-генераторними установками плутають з дуобусами. Дуобус справді має дві силові установки, і кожен з двигунів передач крутний момент по карданному валі на тягові колеса, при чому по окремому карданному валі. Дизель-генератор натомість не передає момент кручення тяговому мосту напряму, лише приводячи у дію електрогенератор, який буде виробляти електроенергію, тобто застосовується для виробництва електроенергії. Тим більше, навіть за своєю технічною характеристикою Neoplan N6216 дуобусом не є. Щодо сплутання тролейбусів з акумуляторними батареями з дуобусами, то це у будь-якому випадку неправильно, бо ті не мають двигуна внутрішнього згоряння.

Тепер, щодо дизель-генератора, то він у тролейбуса є насправді: тролейбус має 125-кіловатний дизель-генератор виробництва Steyr Motors, що відповідає екологічним нормам Euro-3; дизель-генератор розміщений на задньому звисі під підлогою салону. При цьому, на дизель-генераторі, тролейбус може проїхати значно більші відстані без з'єднання з контактною мережею; якщо на батареях тролейбуси рухаються повільно, то на дизель-генераторі тролейбусові під силу розігнатися не менше ніж до 50км/год, до того ж, дизель-генератор працює на дизельному паливі, тому за потреби можна підзаправитися на АЗС, однак це знову ж таки не означає, що це дуобус; як було сказано вище, дизель-генератор приводить у дію електрогенератор, що виробляє електроенергію. Система керування тяговим електродвигуном тролейбуса виконана на базі IGBT-транзисторів виробництва Kiepe Electric (Vossloh), Німеччина, або Bombardier, Канада. Новітня система керування забезпечує плавний рух, розгін та гальмування, а також зменшує енерговитрати тролейбуса в середньому на 30—40% (порівняно з реостатно-контакторною системою керування), завдяки рекуперації електроенергії, коли під час гальмування механічна енергія перетворюється у електричний струм віддається назад у контактну мережу (звичайно, у вигляді електричного струму). Штанги тролейбуса виконано чеською фірмою Lekov, система опуску і підняття штанг є механічною, однак тут є один цікавий елемент: котушки, на яких закріпляються дроти вловлення штанг закріплені не на кузові ззовні, а всередині. Тролейбус є двовісним, а особливістю є те, що задні колеса можуть частково закриватися пластиковими накладками (однак, це не означає, що там мотор-колеса); тролейбуси випускаються як з дисковою, так і бездисковою конструкцією коліс (частіше з першою, тобто, дисковою), а колісні арки тролейбуса виготовлено з неіржавкої сталі. Мости тролейбуса виконано німецькою фірмою MAN, тяговий задній міст, саме до нього через карданний вал передається момент кручення, що створюється електродвигуном. Передня підвіска незалежна пневматична, задня залежна пневматична; підвіска даних тролейбусів оснащена спеціальною електронною системою ECAS, завдяки якій тролейбус має здатність присісти на праві півосі і трохи понизити рівень підлоги при вході. Гальмівна система тролейбуса має у собі «повний боєкомплект»:
- робоче гальмо (або основне гальмо, яке приводиться у дію натиском на педаль гальма, і сповільнення залежить від сили натиску на педаль) — пневматичне, двоконтурне (розділ на гальмівні контури по осях);

- гальмівні механізми: дискові з самовентиляцією;
- розтиск гальмівних колодок: кулачковий;

- стоянкове гальмо (гальмо, яке приводиться у дію як правило ручним важелем, який діє на гальмівні механізми тягового моста, використовується для нерухомого утримання машини на місці під час зупинки) — представлене ручним важелем (точніше, джойстиком, бо він на важіль схожий мало);
- додаткове гальмо — електродинамічне (реостатне) гальмування тяговим електродвигуном;
- резервне гальмо — один з контурів робочої гальмівної системи;
- ABS — на тролейбус встановлюється антиблокувальна система ABS. Вона потрібна для керованості транспортного засобу під час різного або екстреного гальмування та унеможливлення неконтрольованих заносів і ковзання.
- ASR — на тролейбус встановлюється антибуксувальна система ASR (DTC). Така система потрібна для контролю за зчепленням колеса з поверхнею та унеможливлення буксування (особливо на слизьких дорогах).
- «Повітряний ключ» — на тролейбусі наявна дана система, яка блокує хід тролейбуса з незачиненими дверима.

Також у тролейбуса наявний електронний обмежувач швидкості, що зазвичай інтегрований у систему керування (Maximum Speed Controll), запрограмований обмежувати швидкість руху не більше ніж 65 км/год (максимальна швидкість тролейбуса становить 75км/год. Електронний обмежувач також мають і усі інші з ряду Electroliner). До салону тролейбуса ведуть принаймні дві двостулкові двері поворотно-зсувного типу. «Принаймні» вживається тому, що як і у Solaris Trollino, у даних тролейбусів немає стандартної комплектації, яка залежить від бажань замовника (це здебільшого стосується салону, наприклад, інформаційна система салону, кількість сидінь, поручнів тощо), так от у тролейбуса можуть бути як три так і дві двостулкові двері залежно від комплектації (відсутніми можуть бути останні двері). Двері тролейбуса мають тоноване скління спеціальними травмобезпечними безуламковими склопакетами, а також систему протизащемлення пасажирів: коли двері при закритті або відкритті наштовхуються на пасажира, вони автоматично відходять на попередню позицію. Біля дверей розміщені кнопки аварійного відкриття дверей (мається на увазі ззовні), у разі поламки дверей. Двері мають достатньо широкий прохід у 120 сантиметрів, що дозволяє одночасно заходити двом людям; широкі двері також забезпечують швидкий пасажирообіг. Не у останню чергу саме пасажирообіг у тролейбусі зобов’язаний повністю низькому рівню підлоги, так, тролейбус є низькопідлоговим від початку до кінця, висота підлоги від дорідного покриття складає усього лише 34 сантиметри, а за допомогою електронної системи кнілінг тролейбус присідає на праві півосі, ще знижуючи рівень підлоги. Кнілінг є зручним при в’їзді інвалідів-колясочників, а якщо і ECAS не допоможе, у машини наявна спеціальна відкидна апарель, що розміщена біля середніх дверей, відкидається і складається вручну, даний пандус знаходиться при вході у салон.
Салон виготовлено грецькою фірмою Elbo, при чому виконано у світлих кольорах та з сучасним дизайном та також високим рівнем комфорту для пасажирів. Борти салону облицьовані склопластиком, пофарбовані у світлосірий колір, а увесь салон загалом виконано у світлих тонах. Підлога салону (нижній шар) зроблена з тонкого шару бакелізованої фанери, а поверх застелена неслизьким лінолеумним покриттям, що оздоблене декоративними блискітками; лінолеумом обклеєна уся підлога салону, а також колісні арки; личкування бортів зроблена з пластмаси. Поручні тролейбуса виконано з тонкої труби, зробленої з високоміцної сталі та пофарбованої полімерною фарбою задля більшої корозієстійкості. Поручні у тролейбуса бувають різних кольорів пофарбування — жовтого (зустрічається найчастіше), чорного та синього. Вертикальні поручні тролейбуса розміщено у достатній кількості майже біля кожного ряду сидінь (а деякі навіть кріпляться до ручок сидячих місць за допомогою кронштейнів), також на деяких вертикальних поручнях розміщено спеціальні кнопки виклику до водія, при натиску на них подається звуковий сигнал у кабіну водія (дані кнопки розміщено біля дверей); також на деяких вертикальних поручнях біля дверей розміщено електронні компостирувальні апарати для пробиття квитків. Особливістю вертикальних поручнів є те, що труба має вигнуту зверху конструкцію, що позитивно впливає на дизайн салону тролейбуса. Горизонтальні поручні також виконано з тонкої труби з високоміцної сталі, їх розміщено по усій довжині салону; для більшої зручності, горизонтальні поручні можуть бути оснащені підвісними ручками з пластмаси. У інших поручнів у салоні є пара цікавих особливостей: навпроти сидінь біля дверей розміщено спеціальні турнікети (вони також можуть слугувати як поручні) зроблені з синтетичних матеріалів, що слугують для забезпечення неможливості защемлення ніг пасажирів дверима (хоча у дверей наявна система протизащемлення пасажирів); інші ж поручні (теж біля дверей) оснащені спеціальними поролоновими накладками, щоб за них зручніше було триматися. З сидіннями тролейбуса також є кілька цікавих елементів; спершу загально — сидіння у салоні тролейбуса виконано переважну більшість роздільного типу з пластмасовим корпусом; спинки та подушки сидінь обшиті м'якою синтетичною тканиною; колір тканини, якою обшиті сидіння варіюється від місця праці тролейбусів, наприклад, у Греції, де їх працює більшість, тканина блакитного кольору з надписом ELBO, що вказує на те, що інтер'єр виконано саме цією фірмою, а у Золінгені вони вже інші (хоча колір також переважно блакитний); обшивку сидінь зроблено зі спеціальної негорючої тканини. Ручки, за які можуть триматися стоячі пасажири також зроблено пластмасовими (а не металевими, як це часто робиться). Хоча сидіння у тролейбуса роздільного типу, у переважній більшості, вони ставляться подвійними, навіть попри це, проходи між рядами сидінь усе одно залишаються широкими. Розробники подбали про безпеку сидячих пасажирів — навпроти сидінь, що розміщено біля дверей поставлено спеціальні відгороджувальні турнікети, задля неможливості притиснення ніг пасажирів дверима (хоча система протизащемлення наявна). Варто зауважити і такий факт, що на передніх колісних арках з правого та лівого боків розміщені сидіння суміжного типу, що мають прізвисько «полуторні» (це щось середнє між одним сидінням роздільного типу і одним суміжного), хоча дані сидіння є достатньо широкими для двох пасажирів, що на них сидять. У салоні тролейбуса сидячих місць досить багато (згідно зі стандартною комплектацією — їх 35), однак цифра може варіюватися, оскільки у тролейбуса передбачено різні комплектації залежно від бажання замовника. Щодо загальної місткості салону, то нормальна місткість становить 90 чоловік, однак ця цифра може вирости у годину-пік.
Оскільки тролейбус Neoplan N6216 є низькопідлоговим, він має можливість перевозити неповносправних пасажирів у інвалідних візках, та обладнаний усім необхідним для цього — сучасний (тим більше європейський) тролейбус не може не мати цього. По-перше, даний тролейбус є повністю низькопідлоговим від початку до кінця, а ширина дверей та просторість салону є такою, що візок можна було з завезти у будь-який із входів, хоча спеціально для інвалідного візка обладнано лише середній вхід. По-друге, підвіска тролейбуса оснащена електронною системою кнілінгу, коли тролейбус присідає на праві півосі, а це значно полегшує вхід до нього на зупинках. По-третє, навпроти середніх дверей розміщена спеціальна відкидна апарель, що слугує для в’їзду візка у салон. А навпроти середній дверей розміщено дуже широкий накопичувальний майданчик, настільки широкий, що у ньому легко можна було б розмістити і дві коляски. Цей майданчик оснащена кнопкою виклику до водія у разі потреби. Завдяки низькому рівню підлоги тролейбус марки Neoplan зручний для перевезення дитячих візків а також великогабаритної колісної поклажі (наприклад, валіз). Бокові вікна тролейбуса зроблено майже двометрової висоти, що є зручними для пасажирів будь-якого зросту, тролейбус оснащений тонованими безуламковими склопакетами, на бокових вікнах розміщено спеціальні зсувні кватирки. У тролейбуса наявні декілька цікавих особливостей з деякими наступними компонентами. Вентиляція у салоні представлена зсувними кватирками на бокових вікнах, а у задній частині салону розміщено кондиційну установку, що є особливо доречною у Афінах, де літом дуже високі температури. Однак, це ще не усе: у дах салону вбудовано люки, однак не прості: висота салону становить майже два з половиною метри, тому пасажирам майже нереально дістатися до цього люку, тому його зроблено… автоматичним, що відкривається і закривається зусиллям натиску кнопки на приладовій панелі. Опалення у салоні також є потужним, воно представлене потужним водяним конвектором, що працює завдяки нагріванню води у спеціальному котлі. Освітлення у салоні у темну пору доби представлене плафоновими світильниками, що розміщено на дахові салону. А висота даху салону є дуже великою (див. про автоматизовані люки) і складає майже два з половиною метри. Та у тролейбуса є ще ряд таких особливостей, як аудіо- і відео- система. Під аудіо системою тролейбуса мається на увазі речовий інформатор, це система для оголошення зупинок, при чому не особисто водієм, а вже записаним голосом. Відео система представлена рідкокристалічним телевізором, що встановлюється у салоні; здебільшого, там крутять рекламні канали, що є записом на диску; також на місці водія можуть встановлюватися камери спостереження у салоні Neoplan’a.
Водійська кабіна у тролейбуса напіввідкритого типу, вона огороджена несу цільною перегородкою, при чому не застеклена, тому напіввідкритого типу; плюсом такого розміщення є те, що для пасажирів виділено обидві створи передніх дверей, що практично нівелює накопичення пасажирів на передньому майданчику через вузькість проходу (це б було у випадку того, якби під вхід та вихід водія було виділено передню створу передніх дверей). Місце водія зроблене у світлих тонах, усі борти і приладова панель сірого або світлоблакитного кольорів, неслизька підлога вкрита лінолеумом світлосірого кольору. Місце водія зроблене з сучасним дизайном та комфортом для водія. Спочатку, приладова панель: «торпеда» зроблена з твердої пластмаси та поставлена у виді напівкругу, що дозволяє водієві мати швидкий доступ до клавіш та важелів, необхідних при управлінні; особливістю при борної панелі є те, що не тільки кермова колонка може керуватися за кутом нахилу, а і уся приладова панель (хоч це явище вже не нове, багато сучасних автобусів та тролейбусів мають регульовані приладові панелі), однак все ж, це елемент комфорту для роботи водія, яким би він не був. З правої частини приладової панелі розміщено декілька клавіш, потрібних при керування такими функціями, як відкриття та закриття дверей; на лівій половині розміщено кнопки керування опаленням та кондиціонуванням у салоні (а тролейбусові є що представити у цих компонентах), також там розміщено клавішу включення аварійної сигналізації. Посередині торпеди розміщено показникові прилади, щоправда лишитися нецифровим та зі стрілкою «вдалося» лише спідометрові, що розміщений посередині приладової панелі. Спідометр має величезний циферблат з великою червоною стрілкою та оцифрований до 125 км/год (однак, такої швидкості тролейбус не розвине через обмеження максимальної швидкості руху у місті і через те, що у систему керування інтегровано електронний обмежувач швидкості на швидкість не більше 60—65 км/год); у спідометра також наявний годинник і одометр (звичайний або електронний, функція якого показувати пробіг тролейбуса). Праворуч від спідометра розміщений бортовий комп'ютер, що виконує кілька функцій, які могли б бути стрілковими приладами (наприклад, напруга у контактній мережі), хоча там є також функції показу на табло, які двері є відкритими, і навіть покази температури за бортом. Цей комп’ютер служить також системою, що може визначити причину поломки тролейбуса; це табло є головним центром, до якого від клавіш подаються сигнали (наприклад, водій тисне на кнопку відкриття дверей, сигнал йде до табло а вже потім до пневматики дверей), уся ця хитра система зроблена CAN-Bus. Однак, оскільки у тролейбуса з лівого боку немає дверей входу та виходу, декілька клавіш розміщено і там. Там розміщено клавіші включення та виключення систем ABS i ASR, переключення на задній чи передній хід (так, тролейбус може рухатися і задом теж), там розміщено кнопки переключення таких функцій, як приведення у дію електричного двигуна, або дизельного двигуна-генератора у разі необхідності (однак, це тролейбус дуобусом теж не робить). На цій же колонці розміщено клавішу, що автоматично відкриває люки у салоні. Кермова колонка тролейбуса, як згадано вище має можливість регулювання по куту нахилу, а кермовий механізм виконано німецькою фірмою ZF. Водійське крісло також зроблене з комфортом: крісло м’яке і комфортабельне, обшивка зроблена з синтетичних матеріалів; влаштоване на пневмопідвісці та має регульовану спинку, воно влаштоване на спеціальних рейках, що дозволяють відсувати крісло за потреби. На місці водія тролейбуса наявні також декілька цікавих елементів, окрім системи визначення збоїв, на місці водія можуть влаштовуватися екрани з камер, що можуть встановлюватися у салоні задля спостереження; на місці водія розміщено радіоприймач, для забезпечення радіозв’язку. На крісло водія встановлюється підголівник для зручності а також ремінь безпеки, такий елемент безпеки, який у принципі має бути присутнім. Також на місці водія присутні такі важливі елементи безпеки, як вогнегасник, аптечка а також молоток, за допомогою якого розбиваються спеціальні склопакети для аварійного виходу.

## Рев’ю
Вище наведено повне описання моделі. Цей розділ є лише підсумком.
Neoplan N6216 — дуже сучасна машина, обладнана сучасними компонентами та є комфортною для пасажирів. Кузов тролейбуса та каркас зроблено з високоміцної німецької сталі, за рахунок чого кузов отримує ресурс служби не менше 20 років. Прогресивний дизайн тролейбуса поєднано з усіма його зручностями. У конструкції тролейбуса є чимало цікавих нововведень та усучаснень. Дана машина містить чимало перевірених іноземних компонент, наприклад:
- Кузов виготовлено Viseon Bus Gmbh (одне з підприємств Neoplan), Німеччина
- Мости виробництва MAN (Німеччина)
- Елементи салону виготовлено фірмою ELBO, Греція
- Електричний двигун виробництва Skoda Electric a.s, (Чехія)

- Дизель-генератор виробництва Steyr Daimler Puch, Австрія

- Електрообладнання і система керування виконано на базі IGBT-транзисторів виробництва Bombardier (Канада) Kiepe Electric (Німеччина)
- Кермовий механізм виготовлено фірмою ZF, Німеччина

При розробці нового тролейбуса звернуто увагу і на безпеку для пасажирів і для водія, що включає у себе такі компоненти:
- кузов укріплено інтегровною рамою;
- лобове скло тролейбуса — безуламкове;
- на тролейбусі присутня система ABS для керованості тролейбуса у разі різкого гальмування;
- на тролейбусі присутня система ASR, потрібна для контролю за зчепленням колеса з поверхнею та унеможливлення буксування;
- на тролейбусі встановлений електронний обмежувач швидкості MSC (Maximal Speed Control);
- на тролейбусі влаштовано систему блокування руху з відкритими дверима;
- біля дверей ззовні наявні кнопки, за допомогою яких можна відкрити двері (аварійне відкриття ззовні);
- на тролейбусі наявна система протизащемлення пасажирів;
- у салоні наявні спеціальні турнікети біля дверей для унеможливлення защемлення ніг сидячих пасажирів (хоча система протизащемлення теж є);
- бокові вікна — безуламкові;
- на місці водія наявні:

- вогнегасник
- аптечка
- молоток для вибиття скла, що служить для аварійного виходу;
- система визначення причини поломок, інтегрована у комп'ютер;
- ремінь безпеки для водія.

Комфорт для пасажирів також є високим:
- повністю низькопідлоговий тролейбус;
- система нахилу кузова на праві півосі кнілінг;
- відкидна апарель для в'їзду пасажирів у інвалідних візках;
- широкі дверні отвори;
- широкий салон та прохід між рядами;
- кондиціонер;
- водяний конвектор;
- тоновані склопакети;
- підвісні ручки на поручнях;
- шумоізоляція.

Електрообладнання і дизель-генератор мають свої особливості:
- застосовано IGBT-транзсторну систему керування виробництва Kiepe або Bombardier, що дозволяє:

- зменшити енерговитрати тролейбуса в середньому на 40 відсотків у порівнянні з РКСУ;
- віддача енергії у вигляді електричного струму назад у контактну мережу (рекуперація);
- плавний розгін та гальмування;
- винесення електрообладнання на дах, електроізоляція салону;
- електричний двигун розміщено під підлогою за 2 віссю;
- встановлення дизельно-генераторної установки для автономного ходу на задньому звисі;
- дизель-генератор відповідає екологічним нормам Euro-3 і дозволяє набирати швидкість не менше 50км/год;
- мережа CAN-Bus у салоні з використанням бортового комп'ютера;
- плавний рух на великих швидкостях.

Інше:
- у тролейбуса бувають різні комплектації сидячих місць у салоні, доступні такі додаткові можливості, як вентилятори, додаткові конвектори тощо.

## Технічні характеристики
| Neoplan N6216                                             | Neoplan N6216                                                                                  |
| --------------------------------------------------------- | ---------------------------------------------------------------------------------------------- |
| Загальні дані                                             |                                                                                                |
| Модель                                                    | Neoplan N6216                                                                                  |
| Клас                                                      | міський тролейбус                                                                              |
| Виробник                                                  | Neoplan                                                                                        |
| Випускається з, рік                                       | 2001                                                                                           |
| Також називається                                         | Neoplan Elbo 6216                                                                              |
| Подібні                                                   | Neoplan N6014, Neoplan N6221, Neoplan N6321                                                    |
| Лінійка                                                   | Neoplan Electroliner                                                                           |
| Кількість випущених екземплярів                           | не менше 100                                                                                   |
| Експлуатація, міста                                       | Золінген (Німеччина), Афіни (Греція)                                                           |
| Кузов                                                     |                                                                                                |
| Кузов (загальне описання)                                 | одноланковий, вагонного компонування, тримальний, інтегрований з рамою                         |
| Обшивка кузова                                            | виготовлена з листів високоміцної оцинкованої сталі, личкування передка і задка склопластикове |
| Антикорозійне покриття                                    | катафорезна обробка шляхом занурювання тролейбуса у спеціальну катафорезну ванну               |
| Строк служби, не менше ніж, роки                          | 20                                                                                             |
| Габаритні розміри                                         |                                                                                                |
| Довжина, мм                                               | 11950                                                                                          |
| Ширина, мм                                                | 2550                                                                                           |
| Висота, мм                                                | 3500                                                                                           |
| Передній звис, мм                                         | 2700                                                                                           |
| Задній звис, мм                                           | 3375                                                                                           |
| Поворотний діаметр, не менше, мм                          | 11090                                                                                          |
| Колісна база, мм                                          | 5875                                                                                           |
| Колія передніх коліс, мм                                  | 2076                                                                                           |
| Колія задніх коліс, мм                                    | 1876                                                                                           |
| Дорожній просвіт, мм                                      | 280                                                                                            |
| Кут з'їзду, виїзду, °                                     | 7/7                                                                                            |
| Елементи ззовні                                           |                                                                                                |
| Світлотехніка (передок)                                   | 8 фар (2 протитуманні), з лінзовим склінням                                                    |
| Бампер                                                    | заварний, нечіткоокреслений                                                                    |
| Бокові дзеркала заднього виду                             | сферичного типу, мають електропідігрів, антиблікове покриття                                   |
| Лобове скло                                               | панорамне, безскалкове                                                                         |
| Склоочисники                                              | 2 горизонтального типу; 3-швидкісні                                                            |
| Маршрутовказівники                                        | електронні табло з різними функціями і суцільним дисплеєм (детальніше у описанні моделі)       |
| Тип табло                                                 | блінкерне                                                                                      |
| Розташування мотовідсіку двигуна                          | за 2 віссю під підлогою (електро), на задньому звисі (дизель-генератор)                        |
| Маси і навантаження                                       |                                                                                                |
| Споряджена маса, кг                                       | 13500                                                                                          |
| Максимально допустима технічна маса, кг                   | 20200                                                                                          |
| Технічно допустиме навантаження на 1 вісь, кг             | 7200                                                                                           |
| Технічно допустиме навантаження на 2 вісь, кг             | 13000                                                                                          |
| Ходова частина, гальмівна система                         |                                                                                                |
| Передня вісь                                              | MAN                                                                                            |
| Тягова вісь (задня), модель                               | MAN                                                                                            |
| Колеса                                                    | 275/80R×22,5 (бездискові/дискові); 4×2                                                         |
| Осі, штук                                                 | 2 (4×2)                                                                                        |
| Гальмівна система (робоча)                                | пневматична, двоконтурна                                                                       |
| Стоянкове гальмо                                          | ручний важіль                                                                                  |
| Додаткове гальмо                                          | електродинамічне                                                                               |
| ABS                                                       | наявна                                                                                         |
| ASR                                                       | наявна                                                                                         |
| Передня підвіска                                          | незалежна                                                                                      |
| Задня підвіска                                            | залежна пневматична                                                                            |
| ECAS (кнілінг)                                            | наявний                                                                                        |
| Салон                                                     |                                                                                                |
| Кількість дверей і тип                                    | 3 двостулкові поворотно-зсувного типу+протизащемлення                                          |
| Аварійне відкриття дверей                                 | кнопки біля дверей ззовні і над приводом усередині                                             |
| Система «повітряний ключ»                                 | наявна                                                                                         |
| Висота дверної пройми, см                                 | 190                                                                                            |
| Ширина дверних пройм, см                                  | 120                                                                                            |
| Висота підлоги салону над дорогою, см                     | 34 (34…37)                                                                                     |
| Кнілінг на,                                               |                                                                                                |
| Пандус для в'їзду інвалідних візків                       | відкидна рампа, відсувається і зсувається механічно (навпроти середніх дверей)                 |
| Електричний пандус                                        | ні                                                                                             |
| Розташування пандуса                                      | 2 (середні) двері                                                                              |
| Спеціальний накопичувальний майданчик                     | наявна                                                                                         |
| Інвалідне місце                                           | наявне                                                                                         |
| Поручні                                                   | з тонкої сталевої труби, з антикорозійною обробкою (див. опис)                                 |
| Захисні турнікети біля дверей                             | наявні                                                                                         |
| Сидіння                                                   | м'які, роздільні, ківшевого стилю з пластиковими тримачами для стоячих+(полуторні)             |
| Кількість сидінь                                          | близько 35 штук (різна комплектація)                                                           |
| Висота салону, см                                         | 232—250 сантиметрів                                                                            |
| Система компостування квитків                             | електронні апарати на поручнях                                                                 |
| Освітлення у салоні                                       | плафонові світильники на даху                                                                  |
| Вентиляція у салоні                                       | автоматичні люки, кватирки, наявний кондиціонер                                                |
| Бокові вікна                                              | тоновані чорним відтінком, безскалкові                                                         |
| Опалення у салоні                                         | водяний конвектор                                                                              |
| Пасажиромісткість салону, чол                             | 90 (нормальна місткість)                                                                       |
| Речовий інформатор зупинок                                | наявний                                                                                        |
| Кнопки виклику до водія                                   | наявні                                                                                         |
| LCD-телевізор і камери у салоні                           | можливі (здебільшого наявні)                                                                   |
| Місце водія                                               |                                                                                                |
| Кабіна водія                                              | відокремлена перегородкою від салону (окремої стулки немає)                                    |
| Освітлення у кабіні                                       | кожен з показникових приладів і один плафоновий світильник                                     |
| Вентиляція у кабіні                                       | кондиціонер, не окремий                                                                        |
| Крісло водія                                              | м'яке з підголівником на пневмопідвісці; регулюється спинка, крісло відсувається.              |
| Приладова панель                                          | у формі напівкруга з твердого пластику                                                         |
| Кермова система                                           | ZF 8098 Servocom з гідропідсилювачем                                                           |
| Педалі                                                    | 2 керівні педалі                                                                               |
| Бортовий комп'ютер                                        | CAN-Bus                                                                                        |
| Двигун і динамічні характеристики                         |                                                                                                |
| Тип двигуна                                               | асинхронний тяговий електродвигун                                                              |
| Марка двигуна (для конкретно цієї модифікації)            | Škoda 7ML-3550K/4                                                                              |
| Кількість двигунів                                        | 1                                                                                              |
| Потужність електродвигуна, кіловат                        | 210                                                                                            |
| Максимальна швидкість руху, км/год                        | ≥75 (обмежувач на 65)                                                                          |
| Електроустаткування                                       |                                                                                                |
| Система керування                                         | IGBT-транзисторна виробництва Kiepe Electric/Bombardier                                        |
| Система штанговловлювання                                 | механічна (вручну)                                                                             |
| Струмоприймачі                                            | Lekov                                                                                          |
| Чи може їхати автономно?                                  | так (додаткова можливість)                                                                     |
| Автономний хід                                            | на дизель-генераторі                                                                           |
| Дизельно-генераторна установка                            | є                                                                                              |
| Модель ДГУ                                                | Steyr Daimler Puch                                                                             |
| Потужність ДГУ, кіловат                                   | 125                                                                                            |
| Максимальна швидкість при русі в режимі дизель, км/год    | не менше 50                                                                                    |
| Напруга на струмоприймачах, Вольт                         | 600                                                                                            |
| Бортова напруга, Вольт                                    | 24                                                                                             |
| Низьковольтне обладнання, обмотки дротів                  | CAN-bus                                                                                        |
| Рекуперація при гальмуванні, збереження електроенергії, % | 40                                                                                             |
| Компресорний агрегат                                      |                                                                                                |
| Номінальна сила струму, Ампер                             |                                                                                                |
| Апарат-діагностична система поломок                       | наявна у кабіні водія                                                                          |
| Ізоляція комплекту тягового електроустаткування           | подвійна ізоляція, повне герметизування                                                        |
| Котушки для дротів керування тролеями                     | поміщені у пластиковий захисний чохол і влаштовано у кузов                                     |

## Цікаві факти
- Neoplan N6216 є досить маловідомим тролейбусом, його технічну характеристику знайти досить тяжко;
- Попри чимало хибних уявлень про те, що тролейбуси виробництва Neoplan є дуобусами, жоден з них не є таким, і цей також. Він має дизель-генератор, що служить для виробництва електроенергії.
- Попри хибні уявлення про те, що тролейбус 6216 зібраний компанією Elbo, грецької збірки лише є салон (хоча на передку чи узагалі на кузові можна знайти знаки Neoplan-Elbo).
- Попри хибні уявлення про мотор-колеса у тролейбусів N6216 i N6221 вони просто закриті пластиковими накладками, мотор-колеса мають N6121 i N6321. І вони теж не дуобуси.